# Xanthosoma conspurcatum
Xanthosoma conspurcatum är en kallaväxtart som beskrevs av Heinrich Wilhelm Schott. Xanthosoma conspurcatum ingår i släktet Xanthosoma och familjen kallaväxter. Inga underarter finns listade.